# Yuu Watase

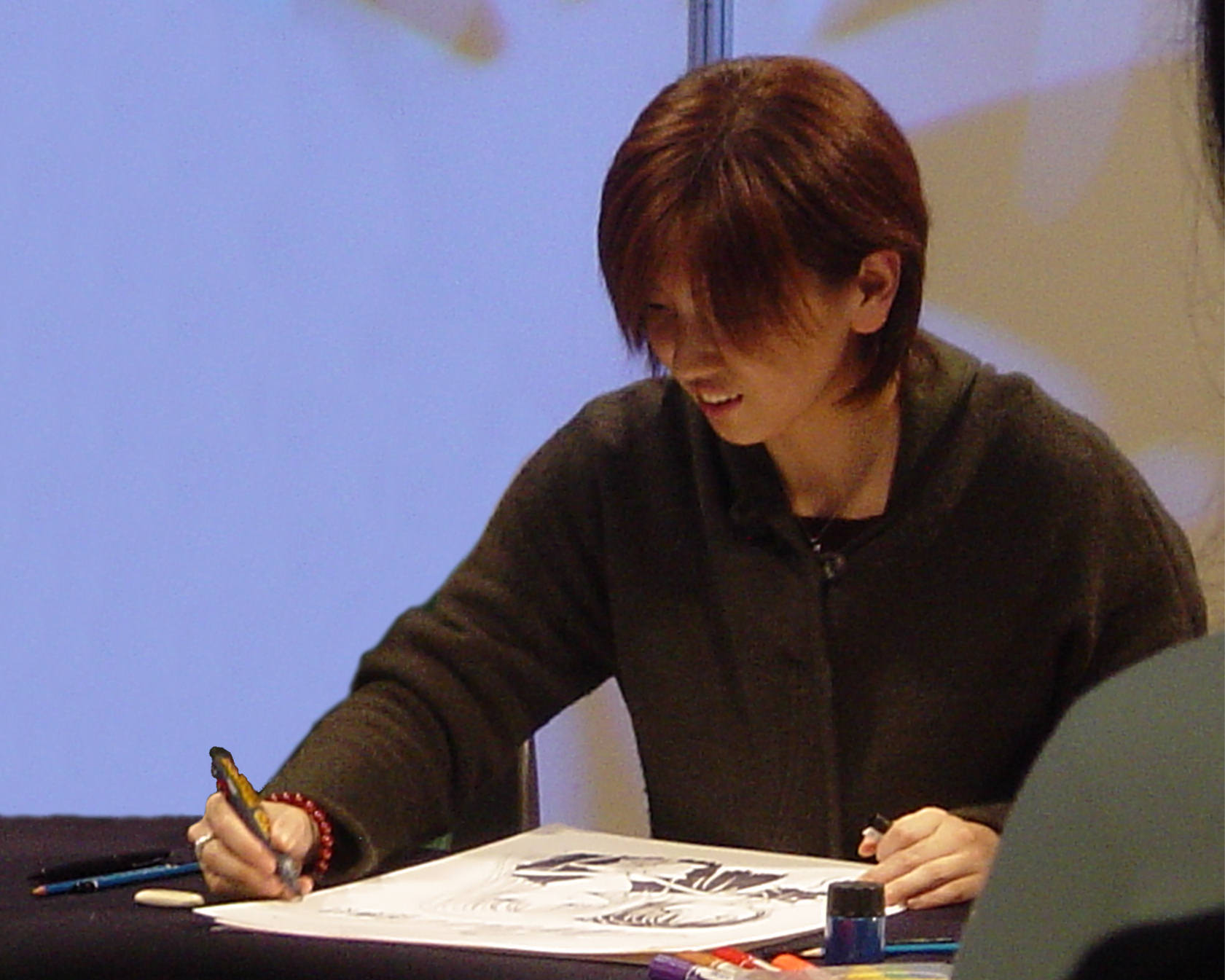
Yuu Watase (2004)

Yuu Watase (jap. 渡瀬 悠宇 Watase Yū, als Künstlername Watase Yuu, * 5. März 1970 in der Präfektur Osaka, Japan) ist japanischer Nationalität und bekannt als Mangaka.

## Leben
Yuu Watase begann mit dem Zeichnen von Comics nach dem Eintritt in die Schule. Ohne großen Kontakt zu anderen Zeichnern brachte Watase sich zunächst alles selbst bei. Nachdem sie zunächst Shōjo-Manga gelesen hatte, wurden ihr die Liebesgeschichten zu eintönig und sie schaute auch viele der Shōnen-Anime im Fernsehen. Serien wie Ribon no Kishi, Galaxy Express 999 und Devil Man haben sie beeinflusst. Auch die Geschichten von Rumiko Takahashi las Watase gern und bewundert sie noch als professionelle Zeichnerin. In der dritten Klasse der Oberschule veröffentlichte Watase einen ersten Beitrag in einer Fanzeitschrift, dem eine weitere Geschichte folgte. Kurz vor ihrem Schulabschluss begann sie, Geschichten bei Verlagen einzureichen. Ein Jahr später, 1989, folgte das professionelle Debüt als Mangaka mit Pajama de Ojama, eine komische Kurzgeschichte. Parallel zu den ersten Veröffentlichungen begann Watase eine Ausbildung an einer privaten Kunstschule mit einem Manga-Kurs. Ihre Karriere nahm aber schon so viel Zeit in Anspruch, dass sie die Ausbildung abbrach und sich das meiste selbst beibrachte.
Der große Durchbruch gelang 1992 mit Fushigi Yuugi, das 1996 nach vier Jahren und 18 Bänden abgeschlossen wurde. Der Manga wurde als Anime-Fernsehserie verfilmt und fand im Zuge des Manga-Booms um 2000 auch beim internationalen Publikum Beachtung. Der nächste Erfolg war 1996 Ayashi no Ceres, das ebenfalls verfilmt wurde. 1998 erhielt Watase für die Serie den 43. Shōgakukan-Manga-Preis des Jahres 1997 in der Kategorie Shōjo. Watase zeichnete weitere Werke wie Alice 19th oder Imadoki!, die jedoch nicht an den Erfolg von Fushigi Yuugi und Ayashi no Ceres anschließen konnten. 2003 nahm Watase die Arbeit an der Welt Fushigi Yuugi wieder auf und zeichnet an Fushigi Yuugi Genbu Kaiden, das 2013 mit 12 Bänden abgeschlossen wurde. Neben kürzeren Geschichten und zwei weiteren kleinen Fortsetzungen zu Fushigi Yuugi erschien von 2008 bis Ende 2023 die Serie Arata Kangatari, die ebenfalls als Anime verfilmt wurde. Im Jahr 2024 hat sie die Arbeit an Fushigi Yuugi mit  Fushigi Yuugi: Byakko Senki wieder aufgenommen.
Watase ist Mitglied der religiösen Bewegung Sōka Gakkai. Im Mai 2019 hatte Watase ein Coming-out als „X-gender“, eine in Japan verbreitete nichtbinäre Geschlechtsidentität. Sie lässt sich jedoch weiterhin mit weiblichen Pronomen ansprechen.
Im August 2024 fand zu Watases 35-jährigem Jubiläum als Mangaka in Tokyo eine zeitliche begrenzte Ausstellung zu all ihren Werken seit Beginn ihrer Karriere mit dem Titel Fushigi Yuugi Gengaten (ふしぎ遊戯原画展) statt. Diese Ausstellung wird im April 2025 in Fukuoka wiederholt, mit neuem Merchandise sowie neuen, nicht in der Ausstellung in Tokyo gezeigten Werken.

## Arbeitsweise und Stil
Die Seiten zeichnet Watase zunächst mit Bleistift, tuscht sie dann und für Graustufen und Muster werden von ihren Assistenten Rasterfolien eingeklebt. Für jeden dieser drei Arbeitsschritte wendet sie pro Woche zwei Tage auf, für 4 bis 5 Seiten pro Tag. Farbige Illustrationen koloriert sie mit farbiger Tusche, da diese beim Druck besonders schön herauskomme, sowie mit Markern oder Holzfarbstiften. Später lernte Watase auch die Koloration mit Photoshop und setzte das Programm für die Nachbearbeitung von Schwarzweiß-Zeichnungen ein. Watase arbeitet, so sagt sie 1999, von Mittag bis Mitternacht und etwa 70 Stunden in der Woche. Die vier Assistenten arbeiten etwa von 11 Uhr vormittags bis 9 Uhr abends. Neben den Geschichten selbst müssen Illustrationen für die Cover, Sonderaktionen, Zeitschriften oder Geschenke erstellt werden. Ihr Arbeitspensum versucht sie erträglich zu halten und – anders als sie es von manchen Mangaka kennt – ihrer Gesundheit nicht zu sehr zu schaden, indem sie zumindest einen Tag in der Woche frei nimmt und sich zwingt, nicht zu arbeiten. Die Entwicklung einer neuen Serie beginnt sie mit der Geschichte und entwickelt aus diesen die Charaktere; bei einer Comedy-Serie arbeitet sie auch mal andersherum und beginnt mit den Charakteren. Vom Beginn der Arbeit bis zum ersten erschienenen Kapitel brauchte sie bei Fushigi Yuugi 4 Monate. Da diese Geschichte in einer fantastischen Variation des historischen Chinas spielt, recherchierte sie für die Serie in der Bücherei und über eigens angeschaffte Bücher über chinesische Geschichte, Architektur und Kleidung. Die Ergebnisse der Recherche ahmte sie nicht nach, sondern versuchte ihren Eindruck und ihre eigene Interpretation zu vermitteln.
Ihre Protagonistinnen entwirft Watase typisch für Shōjo-Manga als Heldinnen mit Schwächen, mit der sich die Leserinnen gut identifizieren können. Die ihnen gegenübergestellten männlichen Helden sind so entworfen, dass sie den Wünschen und Träumen der Mädchen, an die sich die Geschichten richten, entsprechen. Das sei, so Watase selbst, oft abgedroschen und schnulzig, fülle aber ein Bedürfnis in der so gehemmten japanischen Gesellschaft aus. Neben der eigentlichen Zielgruppe haben Watases Geschichten auch männliche und ältere Leser, was ihr selbst bewusst ist und was sie sehr begrüßt, da sie wenig von der Zielgruppeneinteilung hält. Typisch für die Geschichten von Yuu Watase sei, so eine Kritikerin in der Animerica, dass neben viel Drama oder Romantik immer Spaß geboten werde. Auch in eigentlich sehr ernsthaften Settings komme es zu reichlich Situationskomik und die Heldinnen seien liebenswert und laden zur Identifikation ein. Sie geraten immer wieder in peinliche oder anderweitig missliche Lagen, die für Unterhaltung sorgen, und so das Alltagsleben zu einem „komischen Abenteuer“ machen – eine Spezialität von Watase. Auch von Actionszenen mache Watase oft Gebrauch und sei dabei im Laufe ihrer Karriere immer besser geworden. Entsprechend der Konventionen von Shōjo-Manga, wozu ihre Werke stets zählen, sind ihre Protagonistinnen niedlich und die männlichen Figuren gutaussehend.
Im Januar 2014 machte Watase ihre schlechten Erfahrungen mit einem früheren Redakteur ihrer Serie Arata Kangatari in ihrem Blog öffentlich. Er habe ihrer Vision keinen Raum gelassen, nur seine eigenen Ideen umsetzen wollen und stets fast alles neu zeichnen lassen. So habe Watase bald viel zusätzliche Zeit aufbringen müssen, nur um die Termine zu halten, und war zunehmend frustriert und künstlerisch desillusioniert. Aussprachen hätten sein Verhalten nur schlimmer gemacht, bis ihr schließlich ein anderer Redakteur zugeteilt wurde. Aus dem Gespräch mit anderen Mangaka hatte Watase erfahren, dass auch diese ähnliche Erfahrungen mit diesem Redakteur gemacht hatten.

## Werke
- Pajama de Ojama (パジャマでおじゃま, 1989, 1 Band)
- Gomen Asobase! (ごめん遊ばせ！, 1990, 1 Band)
- Magical Nan (1990, 1 Band)
- Otenami Haiken (おてなみ拝見！, 1991, 1 Band)
- Shishunki Miman (思春期未満お断り Shishunki Miman Okotowari, 1990–1991, 3 Bände)
- Fushigi Yuugi (ふしぎ遊戯, 1992–1995, 18 Bände)
- Zoku Shishunki Miman Okotowari (続・思春期未満お断り, 1992–1994, 3 Bände)
- Suna no Tiara (砂の王冠（ティアラ, 1993, 1 Band)
- Mint de Kiss Me (ミントでKiss me,1994, 1 Band)
- Epotoransu! Mai (エポトランス！舞, 1994–1995, 2 Bände)
- Ayashi no Ceres (妖しのセレス, 1996–2000, 14 Bände)
- Oishii Study (おいしいＳＴＵＤＹ, 1997, 1 Band)
- Musubiya Nanako (結び屋NANAKO, 1997, 1 Band)
- Appare Jipangu! (天晴じぱんぐ, 1998–2003, 3 Bände)
- Shishunki Miman Okotowari Kanketsuhen (思春期未満お断り・完結編, 1998–2000, 1 Band)
- Imadoki! (イマドキ, 2000–2001, 5 Bände)
- Alice 19th (2001–2003, 7 Bände)
- Zettai Kareshi (絶対彼氏。, 2003–2005, 6 Bände)
- Fushigi Yuugi Genbu Kaiden (ふしぎ遊戯　玄武開伝, 2003–2013, 12 Bände)
- Shōnen Aromatic (少年アロマティック, 2004, Kurzgeschichte)
- Ohoshi-sama ni wa Sasemasen! (お星サマにはさせません！, 2005, Kurzgeschichte)
- Sakura-Gari (櫻狩り, 2007–2010, 3 Bände)
- Arata Kangatari (アラタカンガタリ ～革神語～, 2008-2024, 24 Bände, Re-Master Edition 18 Bände)
- Fushigi Yuugi: Byakko Ibun (ふしぎ遊戯 白虎異聞, 2015, Kurzgeschichte)
- Fushigi Yuugi: Byakko Senki (ふしぎ遊戯 白虎仙記, seit 2017, 4 Bände)

Neben den Mangas erschien auch eine Anleitung in der Reihe How-to-draw-Manga, die sich dem Stil von Yuu Watase widmete. Das Original unter dem Titel Manga Yuugi (まんが遊戯) kam im November 2005 heraus, eine deutsche Fassung im Dezember 2006 bei Egmont Manga. Zu Fushigi Yuugi erschienen außerdem zwei Artbooks mit Illustrationen, Skizzen und zusätzlichen Informationen sowie im ersten Artbook einem Kurzcomic, in dem Yuu Watase selbst in die Welt der Serie eintaucht.

## Rezeption
Watases Serien, insbesondere Fushigi Yuugi und Ayashi no Ceres, gehörten zu den ersten großen Erfolgen bei der weiblichen Leserschaft, die während des Manga-Booms um 2000 auf Sailor Moon folgten, sowohl in den USA als auch in Deutschland. Fushigi Yuugi wurde in der Fanszene in den USA und Europa noch vor der offiziellen Veröffentlichung – über Kopien aus Japan und der französischen Übersetzung – bekannt und populär, sodass Fans Druck auf Verlage für Übersetzungen in ihre Sprache machten. Alice 19th erschien in Deutschland sogar zunächst mit anderen Serien im kurzlebigen Magazin Manga Twister.
Laut Animerica bieten Watases Geschichten neben viel Drama oder Romantik immer auch Spaß Das Alltagsleben zu einem „komischen Abenteuer“ zu machen sei eine Spezialität von Watase. Sie schaffe es nicht nur, ihre Hauptfiguren sympathisch zu machen, sondern die Gegenspieler sind gleichsam leicht zu hassen und die Nebencharaktere seien stets auf unterschiedlichste Weise unterhaltsam, sodass ein überzeugendes Ensemble entstehe. Genau das sei das Geheimnis ihres Erfolgs. Zu ihren besten Werken zählt Jason Thompson Fushigi Yuugi, mit einer gelungenen Mischung aus Romantik, Comedy und Action und eine der besten Geschichten über ein Schulmädchen, das es in eine andere Welt verschlägt; außerdem Ayashi no Ceres als Höhepunkt ihrer erzählerischen Fähigkeit in der Verbindung großer Themen und Beziehungsdramen. Zettai Kareshi nennt er eine präzise gezeichnete, gelungene romantische Komödie als Umkehrung des Shōnen-Manga-Schemas von Jungen, die Robotermädchen erhalten. Bei der Fortsetzung von Fushigi Yuugi und Genbu Kaiden habe sie dagegen nachgelassen. Imadoki sei trotz der interessanten Mischung von Shōjo- und Shōnen-Elementen eher mittelmäßig und Alice 19th sei klischeebeladen und eines ihrer schwächeren Werke.